# Grand Prix Węgier 2021
Grand Prix Węgier 2021, oficjalnie Formula 1 Rolex Magyar Nagydíj 2021 – jedenasta runda Mistrzostw Świata Formuły 1 w sezonie 2021. Grand Prix odbyło się w dniach 30 lipca – 1 sierpnia 2021 na torze Hungaroring w Mogyoródzie. Wyścig wygrał Esteban Ocon (Alpine), a na podium kolejno stanęli Lewis Hamilton (Mercedes), startujący z pole position oraz Carlos Sainz Jr. (Ferrari).
Wyścig został przerwany czerwoną flagą zaraz po starcie w wyniku kolizji wielu samochodów na dojeździe do pierwszego zakrętu. Zarządzono restart z pól startowych, ale jedynym kierowcą, który się na nich ustawił był Lewis Hamilton. Reszta stawki, na okrążeniu wyjazdowym za samochodem bezpieczeństwa, zjechała do alei serwisowej. Zjazd spowodowany był szybko przesychającym torem (wyścig rozpoczął się w mokrych warunkach) i opłacalnością zmiany opon przejściowych na opony przeznaczone na suchą nawierzchnię. 
Sebastian Vettel ukończył wyścig na drugim miejscu, ale został zdyskwalifikowany za niedostarczenie wystarczającej, określonej przepisami, ilość próbki paliwa

## Lista startowa
Na niebieskim tle kierowcy biorący udział jedynie w piątkowych treningach.
| Nr          | Kierowca           | Zespół                                  | Samochód                          | Silnik                      | Opony |
| ----------- | ------------------ | --------------------------------------- | --------------------------------- | --------------------------- | ----- |
| 3           | Daniel Ricciardo   | McLaren F1 Team                         | McLaren MCL35M                    | Mercedes-AMG F1 M12 1,6 V6T | P     |
| 4           | Lando Norris       | McLaren F1 Team                         | McLaren MCL35M                    | Mercedes-AMG F1 M12 1,6 V6T | P     |
| 5           | Sebastian Vettel   | Aston Martin Cognizant Formula One Team | Aston Martin AMR21                | Mercedes-AMG F1 M12 1,6 V6T | P     |
| 6           | Nicholas Latifi    | Williams Racing                         | Williams FW43B                    | Mercedes-AMG F1 M12 1,6 V6T | P     |
| 7           | Kimi Räikkönen     | Alfa Romeo Racing ORLEN                 | Alfa Romeo C41                    | Ferrari 065/6 1,6 V6T       | P     |
| 9           | Nikita Mazepin     | Uralkali Haas F1 Team                   | Haas VF-21                        | Ferrari 065/6 1,6 V6T       | P     |
| 10          | Pierre Gasly       | Scuderia AlphaTauri Honda               | AlphaTauri AT02                   | Honda RA621H 1,6 V6T        | P     |
| 11          | Sergio Pérez       | Red Bull Racing Honda                   | Red Bull RB16B                    | Honda RA621H 1,6 V6T        | P     |
| 14          | Fernando Alonso    | Alpine F1 Team                          | Alpine A521                       | Renault E-Tech 20B 1,6 V6T  | P     |
| 16          | Charles Leclerc    | Scuderia Ferrari Mission Winnow         | Ferrari SF21                      | Ferrari 065/6 1,6 V6T       | P     |
| 18          | Lance Stroll       | Aston Martin Cognizant Formula One Team | Aston Martin AMR21                | Mercedes-AMG F1 M12 1,6 V6T | P     |
| 22          | Yūki Tsunoda       | Scuderia AlphaTauri Honda               | AlphaTauri AT02                   | Honda RA621H 1,6 V6T        | P     |
| 31          | Esteban Ocon       | Alpine F1 Team                          | Alpine A521                       | Renault E-Tech 20B 1,6 V6T  | P     |
| 33          | Max Verstappen     | Red Bull Racing Honda                   | Red Bull RB16B                    | Honda RA621H 1,6 V6T        | P     |
| 44          | Lewis Hamilton     | Mercedes-AMG Petronas Formula One Team  | Mercedes-AMG F1 W12 E Performance | Mercedes-AMG F1 M12 1,6 V6T | P     |
| 47          | Mick Schumacher    | Uralkali Haas F1 Team                   | Haas VF-21                        | Ferrari 065/6 1,6 V6T       | P     |
| 55          | Carlos Sainz Jr.   | Scuderia Ferrari Mission Winnow         | Ferrari SF21                      | Ferrari 065/6 1,6 V6T       | P     |
| 63          | George Russell     | Williams Racing                         | Williams FW43B                    | Mercedes-AMG F1 M12 1,6 V6T | P     |
| 77          | Valtteri Bottas    | Mercedes-AMG Petronas Formula One Team  | Mercedes-AMG F1 W12 E Performance | Mercedes-AMG F1 M12 1,6 V6T | P     |
| 88          | Robert Kubica      | Alfa Romeo Racing ORLEN                 | Alfa Romeo C41                    | Ferrari 065/6 1,6 V6T       | P     |
| 99          | Antonio Giovinazzi | Alfa Romeo Racing ORLEN                 | Alfa Romeo C41                    | Ferrari 065/6 1,6 V6T       | P     |
| Źródło: FIA |                    |                                         |                                   |                             |       |

## Wyniki

### Zwycięzcy sesji treningowych
| Sesja       | Nr | Kierowca        | Konstruktor | Czas     | Okr. |
| ----------- | -- | --------------- | ----------- | -------- | ---- |
| 1           | 33 | Max Verstappen  | Red Bull    | 1:17,555 | 21   |
| 2           | 77 | Valtteri Bottas | Mercedes    | 1:17,012 | 29   |
| 3           | 44 | Lewis Hamilton  | Mercedes    | 1:16,826 | 20   |
| Źródło: FIA |    |                 |             |          |      |

### Kwalifikacje
| P                    | Nr | Kierowca           | Konstruktor           | Czasy w kwalifikacjach | Czasy w kwalifikacjach | Czasy w kwalifikacjach | Poz. s. |
| P                    | Nr | Kierowca           | Konstruktor           | Q1                     | Q2                     | Q3                     | Poz. s. |
| -------------------- | -- | ------------------ | --------------------- | ---------------------- | ---------------------- | ---------------------- | ------- |
| 1                    | 44 | Lewis Hamilton     | Mercedes              | 1:16,424               | 1:16,553               | 1:15,419               | 1       |
| 2                    | 77 | Valtteri Bottas    | Mercedes              | 1:16,569               | 1:16,702               | 1:15,734               | 2       |
| 3                    | 33 | Max Verstappen     | Red Bull Racing-Honda | 1:16,214               | 1:15,650               | 1:15,840               | 3       |
| 4                    | 11 | Sergio Pérez       | Red Bull Racing-Honda | 1:17,233               | 1:16,443               | 1:16,421               | 4       |
| 5                    | 10 | Pierre Gasly       | AlphaTauri-Honda      | 1:16,874               | 1:16,394               | 1:16,483               | 5       |
| 6                    | 4  | Lando Norris       | McLaren-Mercedes      | 1:17,081               | 1:16,385               | 1:16,489               | 6       |
| 7                    | 16 | Charles Leclerc    | Ferrari               | 1:17,084               | 1:16,574               | 1:16,496               | 7       |
| 8                    | 31 | Esteban Ocon       | Alpine-Renault        | 1:17,367               | 1:16,766               | 1:16,653               | 8       |
| 9                    | 14 | Fernando Alonso    | Alpine-Renault        | 1:17,123               | 1:16,541               | 1:16,715               | 9       |
| 10                   | 5  | Sebastian Vettel   | Aston Martin-Mercedes | 1:17,105               | 1:16,794               | 1:16,750               | 10      |
| 11                   | 3  | Daniel Ricciardo   | McLaren-Mercedes      | 1:17,664               | 1:16,871               |                        | 11      |
| 12                   | 18 | Lance Stroll       | Aston Martin-Mercedes | 1:17,038               | 1:16,893               |                        | 12      |
| 13                   | 7  | Kimi Räikkönen     | Alfa Romeo-Ferrari    | 1:17,553               | 1:17,564               |                        | 13      |
| 14                   | 99 | Antonio Giovinazzi | Alfa Romeo-Ferrari    | 1:17,776               | 1:17,583               |                        | 14      |
| 15                   | 55 | Carlos Sainz Jr.   | Ferrari               | 1:16,649               | —                      |                        | 15      |
| 16                   | 22 | Yūki Tsunoda       | AlphaTauri-Honda      | 1:17,919               |                        |                        | 16      |
| 17                   | 63 | George Russell     | Williams-Mercedes     | 1:17,944               |                        |                        | 17      |
| 18                   | 6  | Nicholas Latifi    | Williams-Mercedes     | 1:18,036               |                        |                        | 18      |
| 19                   | 9  | Nikita Mazepin     | Haas-Ferrari          | 1:18,922               |                        |                        | 19      |
| 107% czasu: 1:21,548 |    |                    |                       |                        |                        |                        |         |
| NS                   | 47 | Mick Schumacher    | Haas-Ferrari          | —                      |                        |                        | 20      |
| Źródło: FIA          |    |                    |                       |                        |                        |                        |         |

Uwagi
1. ↑  Mick Schumacher nie ustanowił czasu podczas kwalifikacji z powodu wypadku podczas trzeciej sesji treningowej, ale został dopuszczony przez stewardów do wyścigu[8]. On także otrzymał karę cofnięcia o 5 pozycji za nieplanowaną wymianę skrzyni biegów[9].

### Wyścig
| P           | Nr | Kierowca           | Konstruktor           | Okr. | Czas                       | Start | +/–       | Punkty |
| ----------- | -- | ------------------ | --------------------- | ---- | -------------------------- | ----- | --------- | ------ |
| 1           | 31 | Esteban Ocon       | Alpine-Renault        | 70   | 2:04:43,199                | 8     | 7         | 25     |
| 2           | 44 | Lewis Hamilton     | Mercedes              | 70   | +2,736                     | 1     | 1         | 18     |
| 3           | 55 | Carlos Sainz Jr.   | Ferrari               | 70   | +15,018                    | 15    | 12        | 15     |
| 4           | 14 | Fernando Alonso    | Alpine-Renault        | 70   | +15,651                    | 9     | 5         | 12     |
| 5           | 10 | Pierre Gasly       | AlphaTauri-Honda      | 70   | +1:03,614                  | 5     | Bez zmian | 10+1   |
| 6           | 22 | Yūki Tsunoda       | AlphaTauri-Honda      | 70   | +1:15,803                  | 16    | 10        | 8      |
| 7           | 6  | Nicholas Latifi    | Williams-Mercedes     | 70   | +1:17,910                  | 18    | 11        | 6      |
| 8           | 63 | George Russell     | Williams-Mercedes     | 70   | +1:19,094                  | 17    | 9         | 4      |
| 9           | 33 | Max Verstappen     | Red Bull Racing-Honda | 70   | +1:20,244                  | 3     | 6         | 2      |
| 10          | 7  | Kimi Räikkönen     | Alfa Romeo-Ferrari    | 69   | +1 okrążenie               | 13    | 3         | 1      |
| 11          | 3  | Daniel Ricciardo   | McLaren-Mercedes      | 69   | +1 okrążenie               | 11    | Bez zmian |        |
| 12          | 47 | Mick Schumacher    | Haas-Ferrari          | 69   | +1 okrążenie               | 20    | 8         |        |
| 13          | 99 | Antonio Giovinazzi | Alfa Romeo-Ferrari    | 69   | +1 okrążenie               | PL    | 7         |        |
| NS          | 9  | Nikita Mazepin     | Haas-Ferrari          | 3    | NU (kolizja)               | 19    |           |        |
| NS          | 4  | Lando Norris       | McLaren-Mercedes      | 2    | NU (uszkodzenia kolizyjne) | 6     |           |        |
| NS          | 77 | Valtteri Bottas    | Mercedes              | 0    | NU (kolizja)               | 2     |           |        |
| NS          | 11 | Sergio Pérez       | Red Bull Racing-Honda | 0    | NU (kolizja)               | 4     |           |        |
| NS          | 16 | Charles Leclerc    | Ferrari               | 0    | NU (kolizja)               | 7     |           |        |
| NS          | 18 | Lance Stroll       | Aston Martin-Mercedes | 0    | NU (kolizja)               | 12    |           |        |
| DK          | 5  | Sebastian Vettel   | Aston Martin-Mercedes | 70   | DK (próbka paliwa)         | 10    |           |        |
| Źródło: FIA |    |                    |                       |      |                            |       |           |        |

Uwagi
1. ↑  Dodatkowy 1 punkt jest przyznawany kierowcy, który ustanowił najszybsze okrążenie w wyścigu, pod warunkiem, że ukończył wyścig w pierwszej 10.
2. ↑  Antonio Giovinazzi zakwalifikował się na czternastym miejscu, ale zjechał do alei serwisowej po okrążeniu formującym, a jego miejsce na polu startowym pozostało wolne.
3. ↑  Sebastian Vettel ukończył wyścig na drugim miejscu, ale po wyścigu został zdyskwalifikowany ponieważ wymagana jednolitrowa próbka paliwa nie mogła zostać pobrana z jego samochodu podczas badania kontrolnego po wyścigu[12].

### Najszybsze okrążenie
| Nr          | Kierowca     | Konstruktor | Czas     | Okr. |
| ----------- | ------------ | ----------- | -------- | ---- |
| 10          | Pierre Gasly | AlphaTauri  | 1:18,394 | 70   |
| Źródło: FIA |              |             |          |      |

### Prowadzenie w wyścigu
| Nr                              | Kierowca        | Konstruktor | Okrążenia      | Suma |
| ------------------------------- | --------------- | ----------- | -------------- | ---- |
| 44                              | Lewis Hamilton  | Mercedes    | 1–2, 4         | 3    |
| 31                              | Esteban Ocon    | Alpine      | 3, 5–37, 39–70 | 65   |
| 14                              | Fernando Alonso | Alpine      | 38–39          | 2    |
| \| Wykres \| \| ------ \| \| \| |                 |             |                |      |
| Źródło: FIA                     |                 |             |                |      |
| Wykres                          |                 |             |                |      |
|                                 |                 |             |                |      |

## Klasyfikacja po wyścigu

### Kierowcy
Źródło: FIA
| P  | +/− | Kierowca           | Starty | Punkty | P1 | P2 | P3 | PP | NO | NS |
| -- | --- | ------------------ | ------ | ------ | -- | -- | -- | -- | -- | -- |
| 1  | +1  | Lewis Hamilton     | 11     | 195    | 4  | 4  | –  | 3  | 3  | –  |
| 2  | −1  | Max Verstappen     | 11     | 187    | 5  | 3  | –  | 4  | 4  | 1  |
| 3  | 0   | Lando Norris       | 11     | 113    | –  | –  | 3  | –  | –  | 1  |
| 4  | 0   | Valtteri Bottas    | 11     | 108    | –  | 1  | 5  | 1  | 2  | 3  |
| 5  | 0   | Sergio Pérez       | 11     | 104    | 1  | –  | 1  | –  | 1  | 1  |
| 6  | +1  | Carlos Sainz Jr.   | 11     | 83     | –  | 1  | 1  | –  | –  | –  |
| 7  | −1  | Charles Leclerc    | 11     | 80     | –  | 1  | –  | 2  | –  | 2  |
| 8  | +1  | Pierre Gasly       | 11     | 50     | –  | –  | 1  | –  | 1  | 1  |
| 9  | −1  | Daniel Ricciardo   | 11     | 50     | –  | –  | –  | –  | –  | –  |
| 10 | +3  | Esteban Ocon       | 11     | 39     | 1  | –  | –  | –  | –  | 2  |
| 11 | 0   | Fernando Alonso    | 11     | 38     | –  | –  | –  | –  | –  | 1  |
| 12 | −2  | Sebastian Vettel   | 11     | 30     | –  | 1  | –  | –  | –  | 2  |
| 13 | +1  | Yūki Tsunoda       | 11     | 18     | –  | –  | –  | –  | –  | 1  |
| 14 | −2  | Lance Stroll       | 11     | 18     | –  | –  | –  | –  | –  | 2  |
| 15 | +4  | Nicholas Latifi    | 11     | 6      | –  | –  | –  | –  | –  | 1  |
| 16 | +1  | George Russell     | 11     | 4      | –  | –  | –  | –  | –  | 2  |
| 17 | −2  | Kimi Räikkönen     | 11     | 2      | –  | –  | –  | –  | –  | 1  |
| 18 | −2  | Antonio Giovinazzi | 11     | 1      | –  | –  | –  | –  | –  | –  |
| 19 | −1  | Mick Schumacher    | 11     | 0      | –  | –  | –  | –  | –  | –  |
| 20 | 0   | Nikita Mazepin     | 11     | 0      | –  | –  | –  | –  | –  | 2  |
| P  | +/− | Kierowca           | Starty | Punkty | P1 | P2 | P3 | PP | NO | NS |

### Konstruktorzy
Źródło: FIA
| P  | +/− | Konstruktor               | Starty | Punkty | P1 | P2 | P3 | PP | NO | NS |
| -- | --- | ------------------------- | ------ | ------ | -- | -- | -- | -- | -- | -- |
| 1  | +1  | Mercedes                  | 22     | 303    | 4  | 5  | 5  | 4  | 5  | 3  |
| 2  | −1  | Red Bull Racing-Honda     | 22     | 291    | 6  | 3  | 1  | 5  | 5  | 2  |
| 3  | +1  | Ferrari                   | 22     | 163    | –  | 2  | 1  | 2  | –  | 2  |
| 4  | −1  | McLaren-Mercedes          | 22     | 163    | –  | –  | 3  | –  | –  | 1  |
| 5  | +2  | Alpine-Renault            | 22     | 77     | 1  | –  | –  | –  | –  | 3  |
| 6  | −1  | Scuderia AlphaTauri-Honda | 22     | 68     | –  | –  | 1  | –  | 1  | 2  |
| 7  | −1  | Aston Martin-Mercedes     | 22     | 48     | –  | 1  | –  | –  | –  | 4  |
| 8  | +1  | Williams-Mercedes         | 22     | 10     | –  | –  | –  | –  | –  | 3  |
| 9  | −1  | Alfa Romeo Racing-Ferrari | 22     | 3      | –  | –  | –  | –  | –  | 1  |
| 10 | 0   | Haas-Ferrari              | 22     | 0      | –  | –  | –  | –  | –  | 2  |
| P  | +/− | Konstruktor               | Starty | Punkty | P1 | P2 | P3 | PP | NO | NS |